# 薛敷教
薛敷教（1554年—1610年），字以身，號玄臺。直隸武進縣（今常州市武進區）人。明朝政治人物。東林八君子之一。

## 生平
薛應旆之孫。十五為諸生，萬曆十七年（1589年）己丑進士。因上疏忤旨，被勒令回籍。後薦為鳳翔府教授，不久遷國子監助教。萬曆二十一年（1593年），趙南星被逐，敷教上疏申救，被指為“朋謀亂政”，謫光州學正。萬曆三十二年（1604年）到東林書院講學，是為東林八君子之一。卒賜尚寶司丞。《明史》有传。

## 著作
著有《續憲章錄》、《癸巳錄》、《奏疏》、《泉上雜識》、《真正銘》、《浮戈集》等。

## 家族
曾祖薛卿，封吏部主事。祖薛應旂，乙未会魁，浙江提学付使。父薛近魯，选贡。兄薛敷政，萬曆丁未进士，官太僕寺少卿。

## 延伸阅读
[在维基数据编辑]
 《明史卷二百三十一》，出自《明史》